# Araeopus horvathi
Araeopus horvathi är en insektsart som först beskrevs av Victor Lallemand 1925.  Araeopus horvathi ingår i släktet Araeopus och familjen sporrstritar. Inga underarter finns listade i Catalogue of Life.